# Lettonie aux Jeux olympiques d'hiver de 2006
La Lettonie a participé aux Jeux olympiques d'hiver de 2006 à Turin en Italie. Pour sa huitième participation à des Jeux d'hiver, la délégation lettone était représentée par 61 athlètes et a remporté une médaille de bronze, se classant à la 26e et dernière place du tableau des médailles. Il s'agit de la première médaille  remportée par la Lettonie lors de Jeux olympiques d'hiver. 

## Médailles
|          | Médaille d'or | Médaille d'argent | Médaille de bronze | Total |
| -------- | ------------- | ----------------- | ------------------ | ----- |
| Lettonie | 0             | 0                 | 1                  | 1     |

- Liste des vainqueurs d'une médaille:
  - Martins Rubenis  en luge simple H Résultats

## Épreuves

### Biathlon
Hommes
- Janis Berzins
- Ilmars Bricis
- Edgars Piksons
- Kristaps Libietis
- Raivis Zimelis

Femmes
- Anzela Brice
- Gerda Krumina
- Madara Liduma
- Linda Savlaka

### Bobsleigh
Hommes
- Mihalis Arhipovs
- Maris Bogdanovs
- Intars Dicmanis
- Daumants Dreiškens
- Gatis Guts
- Janis Minins
- Marcis Rullis
- Reinis Rozitis
- Jānis Ozols
- Ainars Podnieks

### Hockey sur glace
Hommes
- Arturs Irbe
- Edgars Masalskis
- Sergejs Naumovs
- Igors Bondarevs
- Rodrigo Lavins
- Sandis Ozolinsh
- Georgijs Pujacs
- Arvids Rekis
- Agris Saviels
- Karlis Skrastins
- Atvars Tribuncovs
- Girts Ankipāns
- Armands Berzins
- Aigars Cipruss
- Martins Cipulis
- Vladimirs Mamonovs
- Aleksandrs Nizivijs
- Grigorijs Pantelejevs
- Mikelis Redlihs
- Aleksandrs Semjonovs
- Leonids Tambijevs
- Herberts Vasiļjevs
- Maris Ziedins

### Luge
Hommes
- Kaspars Dumpis
- Guntis Rekis
- Martins Rubenis
- Andris Šics
- Juris Šics

Femmes
- Aiva Aparjode
- Anna Orlova

### Short-track
Hommes
- Haralds Silovs

Femmes
- Evita Krievane

### Skeleton
Hommes
- Martins Dukurs

### Ski alpin
Hommes
- Ivars Ciaguns
- Renars Dorsh

### Ski de fond
Hommes
- Olegs Andrejevs
- Valts Eiduks
- Olegs Maluhins
- Intars Spalvins